# 弗雷澤鎮區 (密歇根州)
弗雷澤鎮區（英語：Fraser Township）是位於美國密歇根州貝縣的一個行政鎮區。

## 地方資料
弗雷澤鎮區的面積為102.00平方千米，當中陸地面積為84.00平方千米，而水域面積為18.00平方千米。根據2020年美國人口普查的數據，當地共有人口2994人，而人口密度為每平方千米29.35人。